# Adaeum
Adaeum is een geslacht van hooiwagens uit de familie Triaenonychidae.
De wetenschappelijke naam Adaeum is voor het eerst geldig gepubliceerd door Karsch in 1880. 

## Soorten
Adaeum omvat de volgende 8 soorten:
- Adaeum asperatum
- Adaeum capense
- Adaeum granulosum
- Adaeum hewitti
- Adaeum latens
- Adaeum obtectum
- Adaeum spatulatum
- Adaeum squamatum

(Adaeum bilineatum = Triregia bilineata; Adaeum fairburni = Triregia fairburni;
Adaeum hoggi = Algidia chiltoni).